# 田中宏幸 (吹奏楽)
田中 宏幸（たなか ひろゆき、1958年 - ）は、日本の吹奏楽指導者、吹奏楽プランナーである。元高等学校音楽教員。大阪府池田市出身。

## 来歴・人物
1968年、池田市立呉服小学校在学時の10歳より、小学校の吹奏楽団でトランペット（コルネット）を始める。田中の歯並びと体型だけで先生からラッパをあてがわれたものだった。小学生のときには日本万国博覧会開会式での演奏も経験し、「一生続けていこう」とその後の人生を決めた大きな出来事になったという。ただし、田中が進学した中学校と高校には吹奏楽部がなく、リコーダー部に所属していた。
大学は大阪音楽大学音楽学部器楽学科トランペット専攻に進学。在学時はトランペットを斉藤広義、加藤隆功に師事し、指揮法を宮本政雄に学ぶ。また、吹奏楽研究会にも所属。教育実習の際に、苦手なピアノではなくトランペットで伴奏して生徒に校歌を歌わせたところ、評判がよく、音楽教師を目指すことを決意した。
1982年3月の卒業後は、この年に開校した新設校である池田市立細河中学校に赴任。同校の吹奏楽部の創部に携わった。1987年、池田市立北豊島中学校に赴任し、同校では吹奏楽部を関西マーチングコンテスト、全国学校合奏コンクール全国大会へ導いた。
1995年に京都橘女子高等学校（現：京都橘高等学校）に赴任。前任の平松久司から吹奏楽部の顧問を引き継ぎ、以降23年間にわたって同部を指導。全日本マーチングコンテスト常連校へと成長させ、マーチングにダンスを取り入れたことで注目を集めた同部は、高い演奏技術とダンス技術、ユニフォームカラーから「オレンジの悪魔」と称されるようになった。田中の赴任中、全日本マーチングコンテストへ10回出場させており、金賞3回、グッドサウンド賞（現在の金賞にあたる）3回受賞。中でも2007年からは3年連続出場を果たし、2008年、2009年は金賞を受賞。コンテストの規定により2010年は欠場となったが、2011年も出場して銀賞を受賞をしている。この他、2013年のNHK吹奏楽バトルの優勝や、2012年と2018年にアメリカ合衆国のローズ・パレードにアジア代表として出場（2回出場は同高が日本で唯一）などの実績を残した。
NPO法人日米グリーンバンド協会には、「京都橘グリーンバンドに参加して」というレポートが掲載されている。
2018年に京都橘高等学校を退職。退職後は豊中市立第一中学校常勤講師となるなどの吹奏楽指導に携わる。2019年からは「海の京都 吹奏楽団」の音楽監督や指揮者を務め、京都府舞鶴市で吹奏楽フェスティバル「海の京都 吹奏楽フェスタ」を開催し、更に同年からラジオ番組『田中宏幸の吹奏楽のセカイ』（FMまいづる）のパーソナリティを担当するなど、音楽による町おこしに取り組んでいる。また、著述業にも挑戦し、2021年にはアップルシード・エージェンシー所属作家として自身初の著書を刊行した。
2021年4月1日より、大商学園高等学校吹奏楽部の音楽監督に就任。なお、上記の活動も並行する。

## メディア出演
- MBS毎日放送「よゐこ部」
- 日本テレビ「笑ってコラえて！」吹奏楽の旅
- FMまいづる「田中宏幸の吹奏楽のセカイ」

## 書籍
- 『オレンジの悪魔は 教えずに育てる やる気と可能性を120%引き出す奇跡の指導法』（ダイヤモンド社、2021年1月27日、ISBN 978-4478110218）[9]